# Alcindo Sartori

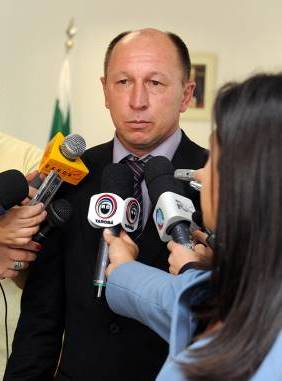
Alcindo Sartori (2011)

Alcindo Sartori (* 21. Oktober 1967 in São Miguel do Iguaçu) ist ein ehemaliger brasilianischer Fußballspieler.

## Laufbahn
Er begann seine Karriere als Reservespieler für Flamengo Rio de Janeiro und hatte 1986 sein Debüt als Teamspieler.
1987 war er Mitglied der brasilianischen U-20-Nationalmannschaft, welche an der U-20-Fußball-Weltmeisterschaft teilnahm. 1989 war er der erste Spieler, der im neugeschaffenen Copa do Brasil ein Tor erzielte.
Alcindo Sartori spielte sowohl für Flamengo als auch für den FC São Paulo in der Campeonato Brasileiro de Futebol, dem vom nationalen Verband Confederação Brasileira de Futebol abgehaltene nationale Meisterschaft für brasilianische Fußballvereine. Im Jahr 1993 wechselte er zu Kashima Antlers in Japan, wo er eine Schlüsselrolle beim Sieg der J. League Division 1 einnahm.
Sein Sohn Igor ist ebenfalls Profifußballer und spielt bei Red Bull Brasil.

## Erfolge
Flamengo
- Copa do Brasil: 1990